# صرامة
يصف مصطلح الصرامة أو الانضباط حالة من الصرامة أو الدقة. غالبًا ما يشير الانضباط إلى عملية الالتزام تمامًا ببعض القيود، أو ممارسة الحفاظ على عدم التناقض مع بعض البارامترات المحددة مسبقًا. يمكن لهذه القيود أن تُفرض على البيئة، مثال على ذلك «مشاق المجاعة»؛ المفروضة منطقيًا، مثل البراهين الرياضية التي يجب أن تحافظ على إجابات غير متناقضة؛ أو المفروضة اجتماعيًا، مثل عملية تحديد الأخلاق والقانون.

## أصل الكلمة
يأتي أصل معنى كلمة الانضباط إلى اللغة الإنجليزية من خلال اللغة الفرنسية القديمة بمعنى «الصلابة»، التي تستند في حد ذاتها إلى مصطلح الدقة في اللاتينية (الدقة الصارمة) «فقدان الحس، الصلابة، القسوة، الحزم، الخشونة، الوقاحة»، والتي تأتي من الفعل «أن يكون صارمًا».
استُخدم الاسم بشكل متكرر لوصف حالة من التشدد أو الصلابة، والتي تنشأ عن موقف أو قيد اختِير أو اختُبر بشكل سلبي. على سبيل المثال، يُترجم عنوان كتاب «ثيولوجيا موراليس انتر ريغورم أي لاكسيتيتم ميدي» بشكل تقريبي إلى «التوسط في الأخلاق اللاهوتية بين الصرامة والتهاون».
تفاصيل الكتاب بالنسبة لرجال الدين مواقف يتوجب عليهم فيها أن يتبعوا قانون الكنيسة بالضبط، وفي المواقف التي يمكن أن يكونوا فيها أكثر تسامحًا ولكنها لا تزال تُعتبر مواقف أخلاقية. يُترجم التيبس الموتي مباشرةً إلى التصلب (أي التيبس) الناتج عن الموت (أي الموتي)، واصفًا مرةً أخرى الحالة التي تنشأ من قيد معين وهو (الموت).

## الانضباط الفكري
الانضباط الفكري أو الدقة الفكرية هي عملية فكرية متناسقة ولا تحتوي على أي تناقض ذاتي، وتراعي كامل نطاق المعرفة المتوفرة حول الموضوع. والتي تتعمَّد تجنب المغالطة المنطقية. علاوةً على ذلك، يتطلب الأمر إجراء تقييم متشكك للمعرفة المتاحة.
إذا عُومِل موضوع أو قضية بطريقة صارمة، هذا يعني عادةً أنه يمكن التعامل معها بطريقة شاملة وكاملة، دون ترك أي مجال للتناقضات.
تصف الطريقة العلمية الطرق أو الأساليب المختلفة التي يمكن اتباعها لتطبيق الانضباط الفكري على المستوى المؤسسي لضمان جودة المعلومات المنشورة. ومن أمثلة الانضباط الفكري المدعومة من خلال أسلوب منهجي هي المنهج العلمي، حيث يُنتج الشخص فرضية تستند على ما يُعتقد أنه صحيح، ثم يبني تجارب لإثبات خطأ هذه الفرضية.
وهذه الطريقة، عندما تُتَّبع على نحوٍ صحيح، تساعد على منع الاستدلال الدائري وغير ذلك من المغالطات التي كثيرًا ما تصيب الاستنتاجات داخل الأوساط الأكاديمية. وتستخدم تخصصات أخرى، مثل الفلسفة والرياضيات، هياكلها الخاصة لضمان الانضباط الفكري.
تتطلب كل طريقة اهتمامًا وثيقًا بمعايير التناسق المنطقي، فضلًا عن جميع الأدلة ذات الصلة والاختلافات المحتملة في التفسير. وعلى المستوى المؤسسي، تُستخدَم مراجعة النظراء للتحقق من الانضباط الفكري.

### الأمانة الفكرية
إن الانضباط الفكري هو مجموعة فرعية من الأمانة الفكرية، وهي ممارسة فكرية تُدان فيها تلك القناعات بما يتناسب مع الأدلة المنطقية. الأمانة الفكرية هي مقاربة غير متحيزة لاكتساب الأفكار وتحليلها ونقلها. يكون الشخص صادقًا فكريًا عندما يذكر هو أو هي تلك الحقيقة، بغض النظر عن الضغوط الاجتماعية / البيئية الخارجية.
ومن الممكن أن نشك في وجود الأمانة الفكرية الكاملة، على أساس أن لا أحد يستطيع أن يتقن بالكامل فرضياته الخاصة، دون أن يشكك في أن أنواعًا معينة من الانضباط الفكري يمكن أن تكون موجودة. ومن المؤكد أن التمييز له أهمية كبيرة في المناظرة، إذا أراد المرء أن يقول أن البرهان معيب ضمن فرضيته.

### السياسة والقانون
إن وضع الانضباط الفكري يميل إلى افتراض موقف مبدئي يمكن من خلاله التقدم أو المجادلة. إن الميل الانتهازي إلى استخدام أي حجة في متناول اليد ليس أسلوبًا شديد الدقة، ولو أنه شائع للغاية في السياسة على سبيل المثال. يمكن الدفاع عن المجادلة يومًا ما، ثم مرةً أخرى في وقتٍ لاحق، عن طريق الاحتيال الشرعي، أي القول بأن القضايا مختلفة.
وفي السياق القانوني، ولأغراض عملية، فإن وقائع القضايا تختلف دائمًا. وبالتالي يمكن أن يتعارض الاجتهاد القضائي مع النهج المبدئي؛ عندئذٍ يمكن أن يبدو الانضباط الفكري مهزومًا. هذا يحدد مشكلة القاضي في القانون غير المدوَّن. يطرح القانون المُدوَّن مشكلة مختلفة، وهي تفسير وتكييف مبادئ محددة دون أن يفقد هذه النقطة؛ وهنا يبدو أن تطبيق نص القانون بكل دقة سبب يُضعف النهج المبدئي.

## في اختصاصات محددة
يمكن أن يشير الانضباط الرياضي أو الدقة الرياضية إلى كل من الأساليب الصارمة للبرهان الرياضي والأساليب الصارمة للممارسة الرياضية (وبالتالي ترتبط بتفسيرات أخرى للصرامة).

### البرهان الرياضي
غالبًا ما يستشهد بالانضباط الرياضي باعتباره نوعًا من المعايير الذهبية للبرهان الرياضي. يعود تاريخه إلى الرياضيات اليونانية، خاصةً إلى عناصر إقليدس.
حتى القرن التاسع عشر، كان يُنظر إلى هذه الطروحات على أنها دقيقة للغاية وعميقة، ولكن في أواخر القرن التاسع عشر، أدرك هلبرت (من بين آخرين) أن العمل ترك افتراضات ضمنية معينة، الافتراضات التي لا يمكن إثباتها من بديهيات إقليدس (على سبيل المثال، يمكن أن تتقاطع دائرتان في نقطة، حيث تكون نقطة ما داخل زاوية، ويمكن أن تتطابق الأشكال على بعضها البعض).
كان هذا مخالفًا لفكرة البرهان المنضبط (أو البرهان الدقيق) حيث يجب ذكر جميع الافتراضات ولا يمكن ترك أي شيء ضمنيًا. طُوّرَت أسس جديدة باستخدام الطريقة البديهية لمعالجة هذه الفجوة في الدقة الموجودة في العناصر (على سبيل المثال، مسلمات هلبرت، وبديهيات بيركوف، وبديهيات تارسكي).
خلال القرن التاسع عشر، بدأ استخدام مصطلح «دقيق» لوصف مستويات متزايدة من التجريد عند التعامل مع حساب التفاضل والتكامل الذي أصبح يُعرف في النهاية باسم التحليل الرياضي. أضافت أعمال كوشي دقة إلى الأعمال القديمة لكتاب أويلر وغاوس. وأضافت أعمال ريمان دقة لأعمال كوشي.
أضافت أعمال ويرستراس دقة إلى أعمال ريمان، وفي نهاية المطاف بلغت ذروتها في عملية التحليل الحسابية. بدءًا من سبعينيات القرن التاسع عشر، ارتبط المصطلح تدريجيًا بنظرية المجموعة التي وضعها جورج كانتور «نظرية المجموعة الكانتورية».
يمكن نمذجة الانضباط الرياضي باعتباره وسيلةً من وسائل التحقق من برهان الخوارزميات. في الواقع أنه من الممكن بمساعدة أجهزة الكمبيوتر التحقق من بعض الأدلة ميكانيكيًا. الانضباط الشكلي هو إدخال درجات عالية من الكمال عن طريق لغة شكلية حيث يمكن تدوين مثل هذه البراهين باستخدام نظريات المجموعة مثل نظرية «زد إف سي».
يجب أن تتوافق الحجج الرياضية المنشورة مع معيار الانضباط (أو الدقة)، حيث تكون مكتوبة بمزيج من اللغة الرمزية والطبيعية. وبهذا المعنى، فإن البرهان المكتوب بلغة رياضية هو نموذج أولي للدليل الشكلي.
وفي كثير من الأحيان، يُقبل الدليل الكتابي على أنه دقيق ومنضبط رغم أنه لا يكون له دليلٌ شكليٌ حتى الآن. والسبب الذي كثيراً ما يستشهد به علماء الرياضيات في الكتابة بطريقة غير شكلية هو أن البراهين الشكلية تمامًا تميل إلى كونها أطول وأكثر عملية، وبالتالي تحجب خط الجدل العلمي.
إن الحجة التي تبدو واضحة للحدس البشري يمكن أن تتطلب في واقع الأمر مشتقات شكلية طويلة من البديهيات. باختصار، نستطيع أن نقول إن الشمولية مفضلة على الشكلية في المحاضرة المكتوبة.
مع ذلك، يزعم مؤيدو المبرهنات التلقائية أن إضفاء الطابع الشكلي على البراهين يؤدي إلى تحسين الدقة الرياضية من خلال الكشف عن الثغرات أو العيوب في المحاضرة المكتوبة غير الشكلية. عندما يُعترَض على صحة الدليل، فإن إضفاء الطابع الشكلي هو طريقة لتسوية مثل هذا الجدل لأنه يساعد على الحد من سوء التفسير أو الغموض.